# Siergiej Zwiagin
Siergiej Jewgienjewicz Zwiagin, ros. Сергей Евгеньевич Звягин (ur. 17 lutego 1971 w Moskwie) – rosyjski hokeista, reprezentant Rosji, trener hokejowy.
Jego syn Julian (ur. 2002) także został bramkarzem hokejowym.

## Kariera zawodnicza
- SzWSMMTsOP Moskwa (1988–1989)
- Krylja Sowietow Moskwa (1990–1993)
- Krylja Sowietow 2 Moskwa (1992/1993)
- CSKA Moskwa (1993–1994)
- CSKA 2 Moskwa (1993–1994)
- Detroit Falcons (1994–1996)
- Quad City Mallards (1996–1999)
- Michigan K-Wings (1996/1997)
- San Antonio Dragons (1997/1998)
- GEC Nordhorn (1990–2000)
- Adirondack IceHawks (2000–2001)
- Nieftiechimik Niżniekamsk (2001–2005)
- Nieftiechimik 2 Niżniekamsk (2001/2002)
- Dinamo Moskwa (2005–2008)
- Torpedo Niżny Nowogród (2007/2008)
- Łokomotiw Jarosław (2008–2009)
- Witiaź Czechow (2009)
- Flint Generals (2009–2010)

Wychowanek CSKA Moskwa. Początkowo grał w moskiewskich klubach. W trakcie sezonu 1993/1994 wyjechał do Ameryki Północnej. Występował w drużynach z rozgrywek CoHL, IHL, UHL. W sezonie 1999/2000 grał w 2. Bundeslidze niemieckiej, a w 2000/2001 i na początku 2001/2002 ponownie w UHL. Następnie powrócił do Rosji, grając w klubach superligi oraz KHL do 2009. Karierę zakończył w lidze IHL w USA.
W barwach reprezentacji juniorskich Związku Radzieckiego uczestniczył w turniejach mistrzostw Europy juniorów do lat 18 edycji 1989 oraz mistrzostw świata juniorów do lat 20 edycji 1991. W barwach reprezentacji Rosji brał udział w turniejach mistrzostw świata edycji 2005, 2006.

## Kariera trenerska
- Barys Astana (2012–2013), trener bramkarzy
- Reprezentacja Kazachstanu (2013), trener bramkarzy
- Mietałłurg Magnitogorsk (2015–2018), trener bramkarzy
- Awangard Omsk (2018-), trener bramkarzy

W karierze trenerskiej w edycji KHL (2012/2013) był szkoleniowcem bramkarzy w kazachskim klubie Barys Astana oraz w związku z tym pełnił tę rolę przy reprezentacji Kazachstanu w turnieju mistrzostw świata edycji 2013. Od stycznia 2016 był trenerem bramkarzy w Mietałłurgu Magnitogorsk. W maju 2018 został zatrudniony w tym samym charakterze w Awangardzie Omsk.

## Sukcesy
Zawodnicze reprezentacyjne
- Złoty medal mistrzostw Europy juniorów do lat 18: 1989 z ZSRR
- Srebrny medal mistrzostw świata juniorów do lat 20: 1991 z ZSRR
- Brązowy medal mistrzostw świata: 2005 z Rosją

Zawodnicze klubowe
- Brązowy medal mistrzostw ZSRR: 1991 z Krylją Sowietow Moskwa
- Tarry Cup – mistrzostwo w sezonie zasadniczym UHL: 1998 z Quad City Mallards
- Colonial Cup – mistrzostwo w fazie play-off UHL: 1997, 1998 z Quad City Mallards
- Puchar Mistrzów: 2006 z Dinamem Moskwa
- Pierwsze miejsce w Dywizji Charłamowa w sezonie regularnym: 2009 z Łokomotiwem Jarosław
- Srebrny medal mistrzostw Rosji: 2009 z Łokomotiwem Jarosław
- Finał KHL o Puchar Gagarina: 2009 z Łokomotiwem Jarosław

Szkoleniowe reprezentacyjne
- Awans do mistrzostw świata elity: 2013 z Kazachstanem

Szkoleniowe klubowe
- Złoty medal mistrzostw Rosji: 2016 z Mietałłurgiem Magnitogorsk, 2021 z Awagardem Omsk
- Srebrny medal mistrzostw Rosji: 2017 z Mietałłurgiem Magnitogorsk, 2019 z Awagardem Omsk
- Puchar Gagarina – mistrzostwo KHL: 2016 z Mietałłurgiem Magnitogorsk, 2021 z Awagardem Omsk
- Puchar Otwarcia: 2016 z Mietałłurgiem Magnitogorsk, 2019, 2021 z Awagardem Omsk
- Finał KHL o Puchar Gagarina: 2019 z Awagardem Omsk

Indywidualne
- UHL (1996/1997):
  - Najbardziej Wartościowy Zawodnik (MVP) fazy play-off
  - Najlepszy zawodnik sezonu
- Mistrzostwa Świata w Hokeju na Lodzie 2006 (elita):
  - Jeden z trzech najlepszych zawodników reprezentacji w turnieju